# Флэпперы

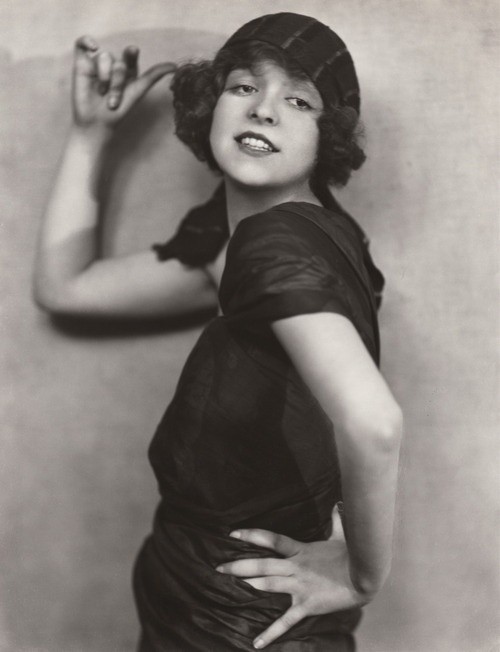
Клара Боу в 1921 году, до того, как она стала кинозвездой

Флэпперы (англ. flappers) — прозвище эмансипированных молодых девушек 1920-х годов, олицетворявших поколение «ревущих двадцатых». В противовес викторианским идеалам, в соответствии с которыми воспитывали их матерей и бабушек, флэпперы вели себя подчёркнуто свободно и демократично: одевались в достаточно вызывающей по тогдашним временам манере, ярко красились, слушали джаз, имели собственные автомобили, не стеснялись курить и употреблять алкогольные напитки и нередко практиковали случайные половые связи.
Одним из первых изображений флэпперов в культуре стала одноимённая немая комедия 1920 года с Олив Томас, повествующая о шестнадцатилетней искательнице приключений по имени Джинджер, которая флиртует с юношами и ходит на вечеринки, несмотря на неодобрение родителей. Такие писатели, как Фрэнсис Скотт Фицджеральд и Анита Лус, романтизировали стиль и образ жизни флэпперов, описывая их как привлекательных, смелых и независимых девушек.

## История термина
Слово flap, от которого, вероятно, и произошло слово «флэппер», означает хлопать, шлёпать. По различным теориям, это слово означает птенца, обучающегося летать (to flap — хлопать [крыльями]) или, в переносном смысле — молодую, «расправляющую крылья» девушку либо девочку-подростка, которая ещё не носит высокую причёску, так что собранные в конский хвост волосы «шлёпают» её по спине. Популярный миф гласит, будто модниц двадцатых годов прозвали «флэпперами» из-за того, что они носили свои галоши незастегнутыми, так что они «шлёпали» при ходьбе. Другое объяснение выводит этот термин из старого слова, обозначавшего проститутку. В таком значении слово «флэппер» появляется уже у поэта XVII века Джеймса Мэбба. В XIX веке это слово используется как шутливо-просторечное прозвище девушек-подростков, а также употребляется по отношению к совсем молоденьким проституткам. В 1907 году английский актёр Джордж Грейвз объяснил американской аудитории, что слово «флэппер» в британском театральном жаргоне означает юных девушек-акробаток. В 1908 году это слово было использовано в статье в The Times с пояснением, что «флэппер — это юная леди, которая в силу возраста ещё не носит длинных платьев и не убирает волосы в высокую причёску», то есть юная девушка-подросток или только-только вышедшая из подросткового возраста. В последующие годы это слово становится все более популярно; в 1910 году журнал London Magazine публикует серию рассказов о злоключениях хорошенькой пятнадцатилетней девушки под названием «Её Величество Флэппер». Ещё шире оно употребляется в годы Первой мировой войны, когда участие женщин в общественной жизни заметно увеличилось из-за массового отбытия мужчин на фронт; вероятно, в этот период и происходит трансформация смысла этого слова, «флэппер» превращается из условной «девочки-подростка» в современную и независимую девушку. Уже в самом начале 1920-х годов слово «флэппер» однозначно ассоциировалось с определённым имиджем и стилем жизни. По мнению критиков, популяризации термина именно в этом значении сильно способствовала уже упоминавшаяся комедия «The Flapper» с Олив Томас.

## Происхождение образа
Предшественницами флэпперов иногда видят так называемых «гибсоновских девушек»: юные красавицы, которых изображал Чарльз Гибсон, были не только изящными и утончёнными, но и уверенными в себе и общающимися с мужчинами на равных. В США романтизации бунтарского образа жизни способствовало широко распространившееся в обществе презрение к сухому закону и рост числа подпольных питейных заведений (спикизи). Собственно образ «флэппера» был популяризован такими актрисами, как Олив Томас, Клара Боу, Луиза Брукс, Колин Мур и другие; иллюстраторами Расселом Паттерсоном, Джоном Хелдом-младшим, Этель Хейз, Фэйт Берроуз; писателями Ф. К. Фицджеральдом, А. Лус.

## Внешность и поведение

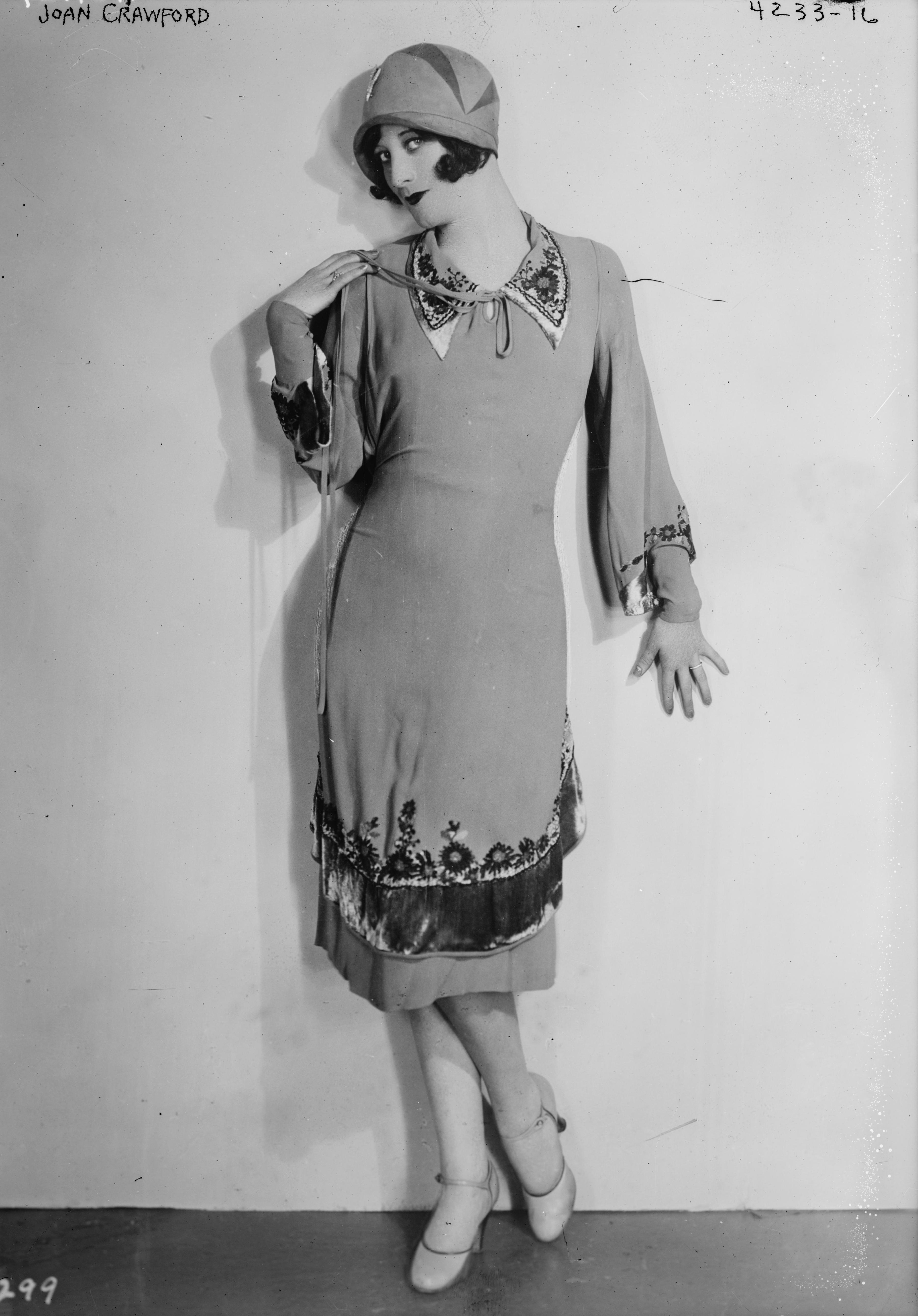
Женская мода 1927 года (Джоан Кроуфорд)

На характерный стиль одежды флэпперов повлияла быстро развивающаяся новая французская мода, в особенности Коко Шанель, а также рост популярности джаза и джазовых танцевальных вечеринок. Флэпперский идеал красоты ассоциировался с юностью и энергичностью, в моде были короткие стрижки, худощавое, мальчишеское сложение, юбки до колена. Флэпперы отказались от корсетов и предпочитали платья с прямым силуэтом и заниженной талией. В то же время, среди них была распространена мода на высокие каблуки и яркий макияж в стиле Полер с акцентом на глаза и губы. При флэпперах вошли в моду шляпки-клош и кепки-восьмиклинки.
Девушка-флэппер была противоположностью идеала викторианской женщины — скромной, трудолюбивой и набожной. В СМИ, литературе и кинематографе флэпперы изображались как мятежные и бесшабашные любительницы развлечений, завсегдатайки джазовых клубов, которые танцуют такие «новомодные» и «малопристойные» танцы, как чарльстон и шимми, без смущения употребляют алкоголь и курят сигареты, занимаются спортом, ездят на велосипедах и водят автомобили и свободно встречаются с мужчинами. У флэпперов был свой сленг, многие слова из которого по сей день остаются в употреблении.

## Конец флэпперства
Флэпперский стиль жизни стал сходить на нет с началом Великой депрессии: свойственная флэпперам установка на гедонизм и личностную самореализацию стала неактуальной в эти тяжёлые годы.

## Аналоги в других культурах
В Японии похожий типаж именовался «модан гару» (от англ. modern girl), в Китае — «модень сяодзэ» (摩登小姐), в Индии — «калледж ладки». В Германии флэпперы были известны как neue Frauen (новые женщины), во Франции — garçonnes (буквально «пацанки»).